# Джеф Баклі
Джеф Баклі (Jeff Buckley, повне ім'я Jeffrey Scott Buckley, 17 листопада 1966 — 29 травня 1997 р.) — культовий американський рок-співак та гітарист. Син відомого фольк-рок-музиканта 60 - 70-их рр. Тіма Баклі. Мав сильний голос з діапазоном у 4 октави.
Пробувши десятиліття сесійним гітаристом в Лос-Анджелесі, Баклі на початку 90-х набув прихильників, виконуючи кавер-пісні на майданчиках східного селища Манхеттена, таких як Sin-é, поступово більше зосереджуючись на власному матеріалі. Джеф підписав контракт з Columbia, зібрав групу і записав єдиний студійний альбом Grace у 1994 році.
Протягом наступних трьох років група активно гастролювала з метою просування альбому в США, Європі, Японії та Австралії. У 1996 році вони припинили гастролі і робили епізодичні спроби записати другий альбом Баклі в Нью-Йорку з продюсером Томом Верленом.
У 1997 році Баклі переїхав до Мемфіса, штат Теннессі, щоб відновити роботу над альбомом під назвою My Sweetheart the Drunk. Тоді Джеф щотижня грав сольні шоу на місцевій арені та створив велику кількість демо-записів. 29 травня 1997 року, очікуючи прибуття своєї групи з Нью-Йорка, він потонув під час плавання у річці Міссісіпі. Його тіло знайшли 4 червня.
Після смерті було випущено багато посмертних релізів його матеріалу, включаючи студійні записи його незавершеного другого альбому Sketches for My Sweetheart the Drunk.
Згідно з рейтингом журналу Rolling Stone, він є одним з найвидатніших рок-вокалістів. Найбільш відомий завдяки своїй кавер-версії пісні Леонарда Коена «Hallelujah».

## Дитинство
Народжений в Анахаймі, штат Каліфорнія, Баклі був єдиним сином Мері Гіберт і Тіма Баклі. Тім не приймав участі у вихованні сина. Джеф виховувався матір'ю та вітчимом, Роном Мурхедом, у Південній Каліфорнії. У дитинстві Баклі був відомий як Скотт «Скотті» Мурхед. Після того, як його біологічний батько, Тім Баклі, помер від передозування наркотиками в 1975 році, Джеф вирішив змінити прізвище на "Баклі".
Джеф виховувався навколо музики. Його мати була піаністкою та віолончелісткою з класичною освітою, а вітчим у ранньому віці познайомив його з Led Zeppelin, Queen, Джимі Гендріксом, The Who та Pink Floyd. Physical Graffiti був першим альбомом, який він придбав. Джеф почав грати на гітарі у віці п'яти років, коли знайшов акустичну гітару в шафі своєї бабусі. У 12 років він вирішив стати музикантом і отримав свою першу електрогітару в подарунок на день народження. Також Джеф грав у шкільному джазовому оркестрі; протягом цього часу він відкрив для себе такі прогресивні рок-гурти, як Rush, Genesis і Yes, а також джаз-ф'южн гітариста Ела Ді Меола.
Після закінчення середньої школи він переїхав до Голлівуду для навчання в Музичному інституті. Пізніше Баклі сказав Rolling Stone, що коледж був «найбільшою тратою часу», але також зазначив в інтерв’ю, що він цінує вивчення теорії музики там: «Мене приваблювали справді цікаві гармонії, схожі на те, що я чув у Равеля, Еллінгтона, Бартока».

## Життєвий шлях
Баклі провів наступні шість років, граючи в кількох різних групах одночасно, щоб заробити гроші.
У лютому 1990 року Баклі переїхав до Нью-Йорка. В цей час він відкрив для себе каввалі і Нусрата Фатех Алі Хана, одного з найвідоміших виконавців у стилі каввалі. Баклі був його великим шанувальником.
В 1990 Джефф записав своє перше демо, Babylon Dungeon Sessions, з допомогою Герба Коена, колишнього менеджера Тіма Баклі.
На початку 1991 року йому надійшла пропозиція зіграти на триб'ют-концерті на честь свого батька. Захід пройшов 26 квітня 1991 року і отримав назву "Greetings From Tim Buckley". «Це не було трампліном для мене, це було чимось дуже особистим. Мене непокоїло, що я не був присутній на його похоронах, тому я використав це шоу, щоб віддати шану».
Джефф почав швидко здобувати популярність на нью-йоркській сцені, спочатку граючи у гурті Gods and Monsters, а потім виступаючи, як соло-артист у різних клубах і кафе Нижнього Мангеттену. Основним місцем для Баклі було кафе Sin-é.
За декілька місяців Баклі привернув увагу керівників звукозаписних компаній. У жовтні 1992 року він підписав контракт із студією Columbia Records на три альбоми на суму майже 1 мільйон доларів. Більша частина цього матеріалу пізніше з’явилася в альбомі Grace. Також 23 листопада 1993 року був виданий перший міні-альбом Баклі, Live at Sin-é.

### Grace
У середині 1993 року Баклі, зібравши гурт, почав працювати над своїм першим альбомом з продюсером Енді Уоллесом.
У вересні тріо вирушило до Bearsville Studios у Вудстоці, Нью-Йорк, щоб провести шість тижнів, записуючи треки для альбому.  Джеф експериментував з ідеями щодо звучання і різноманітними інструментами, як дульцимер і табла.
Реліз Grace відбувся 23 серпня 1994 року. Окрім семи оригінальних пісень, альбом включав три кавери: «Lilac Wine» Ніни Сімон, «Corpus Christi Carol». А також "Hallelujah" Леонарда Коена.
Незважаючи на визнання критиків, продажі альбому були скромними на початку, хоча згодом альбом став золотим у Франції та Австралії та отрима статус "золотого" в США у 2002 році.

### My Sweetheart the Drunk
У 1996 році Баклі почав роботу над новим альбомом My Sweetheart the Drunk. Джеф попросив Тома Верлейна, фронтмена гурту Television, стати продюсером альбому, і той погодився. У середині 1996 року Баклі та його група почали записувати матеріал на Мангеттені.
Згодом Баклі переїхав до Мемфіса, штат Теннессі, для запису в Easley McCain Recording. Орендувавши невеликий будиночок, Джеф почав виступати соло в маленькому барі Barristers' з новими піснями. На початку лютого, після декількох сесій, Баклі зв'язався з Енді Уоллесом, щоб замінити ним Верлейна, робота якого не задовольняла Джефа. Гурт планував відновити робоу над альбомом 29 травня.

## Смерть
Увечері в четвер, 29 травня 1997 року, група Баклі прилетіла до Мемфіса, щоб приєднатися до нього в студії для роботи над новим матеріалом. Того ж вечора Баклі повністю одягнений пішов купатися у Вулф Рівер Гарбор, протоці річки Міссісіпі. Наспівуючи приспів пісні "Whole Lotta Love" гурту Led Zeppelin, він пропливав під Мемфіською підвісною залізницею. Кіт Фоті, менеджер гурту Баклі, залишився на березі. Перемістивши радіоприймач і гітару подалі від хвилі від буксира, що пропливав повз, Фоті підняв голову і побачив, що Баклі зник.
Рятувальні роботи, що проводилися тієї ночі і наступного ранку командами аквалангістів і поліцією, не змогли виявити тіло Баклі. 4 червня пасажири річкового судна American Queen помітили його тіло в річці.
Розтин тіла Баклі не виявив ознак наркотиків або алкоголю в його організмі, і смерть була визнана нещасним випадком утоплення.
Офіційний сайт Джеффа Баклі опублікував заяву, в якій говориться, що його смерть не була ані загадковою, ані самогубством.

### Посвячення
Елізабет Фрейзер, співачка гурту Cocteau Twins, яка була близькою подругою Баклі, записала пісню «Teardrop» того дня, коли дізналася, що він пропав.
Пі Джей Гарві знала Баклі особисто. Почувши новину, вона написала пісню «Memphis». За тиждень до цього вона отримала від нього листа. «Було багато речей, які я хотіла б сказати йому, тому замість цього я написала цю пісню».
Пісня Лани Дель Рей «Gods and Monsters» є прямою відсилкою на минуле Баклі, також Дель Рей каже, що він мав великий вплив на музику співачки.

## Дискографія
- 1994 Grace
- 1998 Sketches for My Sweetheart the Drunk